# Colobopterus quadratus
Colobopterus quadratus är en skalbaggsart som beskrevs av Reiche 1847. Colobopterus quadratus ingår i släktet Colobopterus och familjen Aphodiidae. Inga underarter finns listade i Catalogue of Life.